# Le Vieil Homme et la Mort
Le Vieil Homme et la Mort est un récit biographique écrit par le journaliste et écrivain Franz-Olivier Giesbert sur le président François Mitterrand.

## Présentation
Ce livre, Le Vieil Homme et la mort, retrace les relations contrastées entre l'auteur et le président Mitterrand, relations à épisodes faites de dépits et d'attraction entre les deux hommes.
Franz-Olivier Giesbert ne s'en cache pas, écrivant : « Mitterrand était meilleur et pire qu'on le croyait [...]. Avec lui, j'étais comme l'Hermione de Racine. Je l'aimais trop pour ne point le haïr; je le haïssais trop pour ne point l'aimer. »

## Contenu

### Introduction
Franz-Olivier Giesbert décrit la complexité de la relation qu'il a nouée avec François Mitterrand. Il l'a d'abord côtoyé avant qu'il ne devienne président et lui un journaliste reconnu, avant de devenir par la suite sa bête noire.

### Chapitre 1
L'auteur raconte avoir été invité par le président Mitterrand en 1994, à Latche, où il ne s'était pas rendu depuis dix-huit ans.

### Chapitre 2
L'auteur raconte des conversations qu'il a eues avec le président de la République dans les bois autour de sa maison de Latche. François Mitterrand lui avait confié avoir hésité à se représenter à l'élection présidentielle française de 1988. Questionné par le journaliste, le président avait déclaré apprécier le plus Georges Clemenceau en tant qu'homme politique, et aimer le moins Charles-Maurice de Talleyrand-Périgord.

### Chapitre 3
Le journaliste revient sur son appréciation de François Mitterrand dans les années 1970, qu'il résume comme « un moine-soldat, spartiate et insomniaque, qui savait tirer le maximum de sa carcasse ». Il parle du rapport que le président entretenait à l'argent et aux « affaires ».

### Chapitre 4
Franz-Olivier Giesbert traite du rapport au pouvoir du président. Il rapporte l'irritation que le président avait vis-à-vis de l'hostilité des milieux d'affaires au Parti socialiste dans les années 1980, lui confiant : « Vous n'avez pas compris que je n'ai aucune prise sur les rouages du pays. Je passe mon temps à appuyer sur des boutons qui ne répondent pas. La droite a ses hommes partout et nous, nous les gardons. »

### Chapitre 5
Le journaliste rapporte des propos du président Mitterrand au sujet de la mort, et de la sienne. En 1994, il pense mourir quelques mois avant la fin de son mandat. Il revient sur son rapport au régime de Vichy.

### Chapitre 6
Giesbert interroge Mitterrand sur son rapport aux autres chefs d’État. Il se montre particulièrement critique envers Ronald Reagan, qui ne pouvait s'exprimer sur un sujet sans consulter ses fiches.

### Chapitre 7
François Mitterrand parle de son Premier ministre de la deuxième cohabitation, Édouard Balladur.

### Chapitre 8
Le journaliste interroge le président sur son rapport à Charles de Gaulle et aux raisons de son opposition à ce dernier. Il affirme : « Je n'ai pas gouverné comme lui. Quand un tribunal ne me plaisait pas, je ne le révoquais pas. Je n'ai pas dit non plus, ce qu'il a fait un jour, que tous les pouvoirs procédaient du président de la République, y compris le pouvoir judiciaire. Sous ma présidence, la télévision et la radio sont devenues libres. Finalement, la démocratie le faisait souffrir. Moi aussi, mais je m'y suis habitué ».

### Chapitre 9
François Mitterrand parle de sa conception du socialisme, de la social-démocratie et de la gauche.

### Chapitre 10
Giesbert interroge le président sur le nationalisme, à quoi ce dernier répond qu'il est l'« opium des imbéciles ». Ils marchent dans Latche avec Anne Lauvergeon et Jacques Pilhan.

### Chapitre 11
François Mitterrand parle de son rapport à la religion. Il déclare : « Je suis plutôt agnostique. Ce n'est pas faute de chercher, mais je ne sais pas
ce que je crois. La transcendance est un sujet qui m'importe beaucoup. Je
n'arrive pas à trancher. Il serait temps ».

### Chapitre 12
Giesbert demande au président qui est le plus grand écrivain français. Il répond que Voltaire représente le mieux le génie français, mais qu'il aurait également pu répondre François-René de Chateaubriand.

### Chapitres 13 et 14
Giesbert raconte la fin de son voyage à Latche et son départ en avion. Il narre ensuite ses dernières rencontres avec François Mitterrand, jusqu'à sa mort.